# Dungog Shire
Dungog Shire är en kommun i Australien. Den ligger i delstaten New South Wales, i den sydöstra delen av landet, omkring 170 kilometer norr om delstatshuvudstaden Sydney. Antalet invånare var 8 975 vid folkräkningen 2016.
Följande samhällen finns i Dungog:
- Clarence Town
- Dungog
- Martins Creek
- Paterson
- Lostock